# آثار في الرمال
آثار في الرمال هو فيلم دراما مصري عرض عام 1954، بطولة عماد حمدي وفاتن حمامة.

## قصة الفيلم
يفقد الموسيقار إبراهيم ذاكرته ويذهب إلى الأطباء النفسيين لمعرفة سر مرضه حيث يبدأ الطبيب علاجه ويتقابل مع خطيبته السابقة راجية التي تعيش مع جدها بالإسكندرية وتؤكد حبها له ورغبتها في مساعدته، وتعترف له عن اعتراض جدها على زواجها إذ يفضل عليه ابن خالتها فيعرف مدى حبها لإبراهيم فيترك له الساحة. يتضح أن مرض إبراهيم سبب موت اخته أثناء تسلقها الطاحونة، يقع إبراهيم في حب فتاة كسيحة ماتت من فوق الطاحونة مثلما حدث لأخته، يشفى بعد فترة علاج طويلة ويعود لراجية ويتزوجها بعد موافقة الجد.

## طاقم التمثيل
- فاتن حمامة: (راجية)
- عماد حمدي: (إبراهيم)
- زهرة العلا: (ليلى)
- محمد عبد القدوس: (مشكال الطباخ)
- محمد الطوخي: (الدكتور توفيق)
- عبد العزيز أحمد: (المستشار عبد الوهاب قدري - جد راجية)
- وداد حمدي: (سنية الخادمة)
- عبد العزيز خليل: (صاحب الطاحونة)
- عزيزة حلمي: (والدة إبراهيم)
- حمدي غيث: (الدكتور أحمد زكي)
- علي رشدي: (والد إبراهيم)
- محمود عزمي: (عبد الرحمن)
- تهاني رامز: (نادية شقيقة إبراهيم)
- وجيه الأطرش: (إبراهيم صغيرا)

## فريق العمل
- سيناريو وإخراج: جمال مدكور
- قصة وحوار: يوسف السباعي
- إنتاج: ستوديو مصر
- توزيع: شركة مصر للتمثيل والسينما
- مونتاج: حسن محمد حلمي
- موسيقى تصويرية: محمد حسن الشجاعي
- التصوير: عبد العزيز فهمي

## وصلات خارجية
- آثار في الرمال على موقع IMDb (الإنجليزية)
- آثار في الرمال على موقع الدهليز
- آثار في الرمال على موقع قاعدة بيانات الأفلام العربية
- آثار في الرمال على موقع قاعدة بيانات الفيلم (الإنجليزية)
- آثار في الرمال على موقع ليتربوكسد (الإنجليزية)
- صفحة الفيلم على موقع السينما